# Municipio de Union (condado de Benton, Misuri)
Union Township es una subdivisión territorial inactiva del condado de Benton, Misuri, Estados Unidos. Según el censo de 2020, tiene una población de 1579 habitantes.
La subdivisión tiene un código censal Z1, que indica que no está en funcionamiento (non-functioning county subdivision).

## Geografía
Está ubicado en las coordenadas 38°9′38″N 93°9′41″O / 38.16056, -93.16139. Según la Oficina del Censo de los Estados Unidos, tiene una superficie total de 321.80 km², de la cual 313.96 km² corresponden a tierra firme y 7.84 km² son agua.

## Demografía
Según el censo de 2020, hay 1579 personas residiendo en la zona. La densidad de población es de 5.03 hab./km². El 92.84 % de los habitantes son blancos, el 0.51 % son afroamericanos, el 0.57 % son amerindios, el 0.32 % son asiáticos, el 0.44 % son de otras razas y el 5.32 % son de una mezcla de razas. Del total de la población, el 1.71 % son hispanos o latinos de cualquier raza.